# Janowice (Świdnik)
Pour les articles homonymes, voir Janowice.
Janowice (prononciation [ janɔˈvit͡sɛ]) est un village de la gmina de Mełgiew du powiat de Świdnik dans la voïvodie de Lublin, situé dans l'est de la Pologne.
Il se situe à environ 4 kilomètres au nord de Mełgiew (siège de la gmina, 6 kilomètres au nord-est de Świdnik (siège du powiat) et 14 kilomètres à l'est de Lublin (capitale de la voïvodie).

## Histoire
De 1975 à 1998, le village est attaché administrativement à l'ancienne voïvodie de Lublin.

Depuis 1999, il fait partie de la nouvelle voïvodie de Lublin.